# Клавдий (Эфиопия)
Клавдий, или Гэлаудеуос, после восшествия на престол принял имя Аснаф Сагад I (перед кем склоняются вершины; амх. ገላውዴዎስ; 1521/1522 — 23 марта 1559) — император (негус нэгэсте) Эфиопии в 1540—1559 годах из Соломоновой династии.

## Биография
Клавдий (Гэлаудеуос) был младшим сыном императора Эфиопии Давида II и его супруги Сэбле-Уонгель. Вступил на императорский трон 3 сентября 1540 года. Правление Клавдия, особенно его начало, было пронизано борьбой с султаном мусульманского государства Адал, Ахмедом ибн Ибрагимом аль-Гази, захватившим большую часть Эфиопии. Клавдий сумел, при помощи португальских войск, разгромить армию султана в битве при Вайна Дага 21 февраля 1543 года. В этом решающем сражении погиб и противник Клавдия, Ахмед ибн Ибрагим аль-Гази.
Клавдий затратил много средств и энергии, чтобы объединить вокруг себя эфиопский народ и повести его против мусульманского нашествия. Благодаря твёрдой воле императора исламизация страны, проводимая при Ахмеде, не имела в Эфиопии прочных корней. После смерти султана эфиопские войска не только сумели изгнать оставшихся без руководителя захватчиков с территории Эфиопского высокогорья, но и заняли провинцию Бале.
Позднее, когда началась борьба императора Клавдия в Годжаме с народом агау, на территорию Эфиопии вновь вторглись кочевники-мусульмане под предводительством Нур ибн Муджахида. В ответ на это Клавдий завоёвывает Харар. При этом там был убит последний представитель династии Валашма, султанов Адала, Баракат ибн Умар-дин.
В годы правления Клавдия в Эфиопии активизировали свою деятельность иезуиты, пытавшиеся обратить население страны в католичество. Как ответ на их аргументы император пишет сочинение «Верую», в котором отстаивает интересы монофизитской Эфиопской церкви.
Во время правления Клавдия, в 1557 году, турки захватили Массауа, порт на побережье Красного моря, которым активно пользовалась Эфиопия. В связи с этим крайне затруднились её сношения с внешним миром. Послы и миссионеры из Европы вынуждены были путешествовать в эту страну переодетыми, опасаясь преследования со стороны враждебных мусульман. Турецкие власти также запретили провоз в Эфиопию огнестрельного оружия.
Клавдий погиб, отражая новый набег мусульман-кочевников под предводительством Нур ибн Муджахида.